# Pouakai

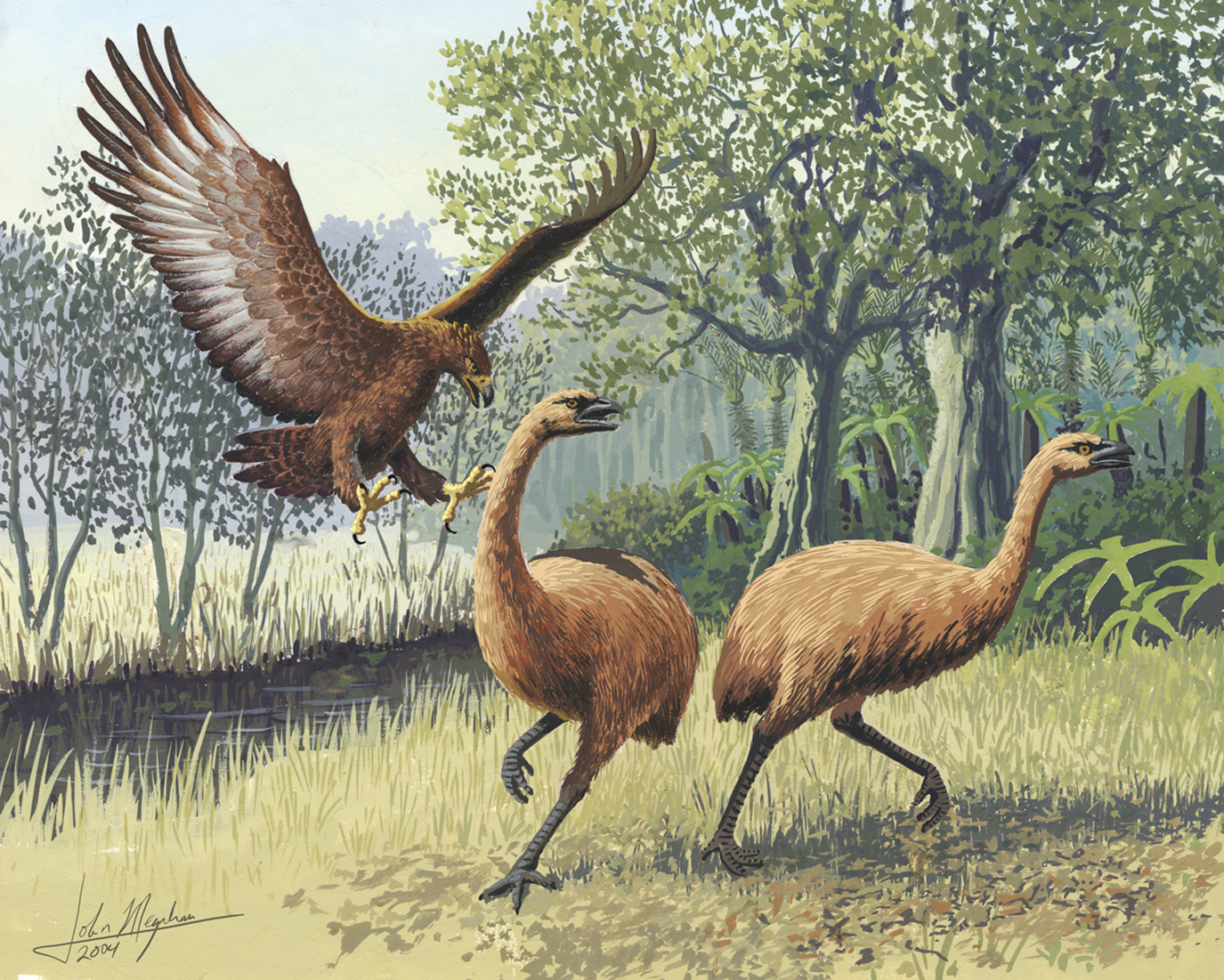
Águila de Haast atacando a unas moas.

El Pouakai o Poukai es, en la mitología maorí, una monstruosa ave que es capaz de cargar con personas hasta su nido en las montañas donde se las come.
El Pouakai está seguramente basado en la gigantesca y extinta águila de Haast que cazaba moas gigantes, con lo que podría haber cazado y comido humanos. El águila de Haast se extinguió hace unos 500 años por la depredación de los maorís sobre sus presas, las moas; con lo que acabó por transformarse en una leyenda. Representaron al águila en pinturas rupestres.